# Aneilema sebitense
Aneilema sebitense är en himmelsblomsväxtart som beskrevs av Robert Bruce Faden. Aneilema sebitense ingår i släktet Aneilema och familjen himmelsblomsväxter. Inga underarter finns listade.